# Fauve de Hesbaye
La fauve de Hesbaye, aussi appelée poule de Gembloux, est une race de poule pondeuse de Belgique, aujourd'hui considérablement raréfiée. Elle fait cependant l'objet d'un travail de sauvegarde au Centre wallon de recherches agronomiques à Gembloux (Belgique) depuis fin 2010.
Au début du XXe siècle, on la trouvait essentiellement dans la région de Namur. C'est une bonne pondeuse, de forte taille, dont le mâle peut atteindre 3,5 kg, et la femelle 2,75 kg. Il n'en existe qu'une seule variété, de couleur fauve, à queue noire.